# Eilema confusa
Eilema confusa är en fjärilsart som beskrevs av Tsutome Miyake 1907. 
Eilema confusa ingår i släktet Eilema och familjen björnspinnare. Inga underarter finns listade i Catalogue of Life.